# Sembas
Sembas település Franciaországban, Lot-et-Garonne megyében. Lakosainak száma 142 fő (2022. január 1.). Sembas Sainte-Colombe-de-Villeneuve, Castella, Cours, Dolmayrac és Laugnac községekkel határos.

## Népesség
A település népessége az elmúlt években az alábbi módon változott:
| Lakosok száma | 155  | 139  | 154  | 144  | 141  | 138  | 141  | 141  | 141  | 142  |
|               | 1968 | 1982 | 1990 | 2006 | 2013 | 2015 | 2017 | 2019 | 2020 | 2022 |